# Cerro Spegazzini Norte
El cerro Spegazzini Norte es una montaña en el límite entre Argentina y Chile en el campo de hielo patagónico sur. Forma parte del parque nacional Bernardo O'Higgins en su lado chileno y del parque nacional Los Glaciares en su lado argentino, administrativamente se encuentra en la región de Magallanes y de la Antártica Chilena en su lado chileno y en la provincia de Santa Cruz en el argentino. Tiene altitud de 2361 metros sobre el nivel del mar. Es un cerro limítrofe desde la firma del acuerdo de 1998 entre ambos países.
Se encuentra al oeste del cerro Peineta y al norte del cerro Spegazzini Sur.